# Жером, Мешак
Мешак Жером (фр. и гаит. креол. Mechack Jérôme; 21 апреля 1990, Льянкур, Гаити) — гаитянский футболист, защитник клуба «Юнион Омаха» и сборной Гаити.

## Карьера

### Клубная карьера
Жером начал футбольную карьеру в клубе «Балтимор», с которым выиграл чемпионат Гаити весны 2007 года.
В сезоне 2009/10 выступал в португальской Сегунде за клуб «Мирандела».
Летом 2010 года присоединился к клубу «Остин Ацтекс» из второго профессионального дивизиона США. Дебютировал за «Ацтекс» 11 сентября 2010 года в матче против «Пуэрто-Рико Айлендерс».
После сезона 2010 «Остин Ацтекс» переехал в Орландо, где был преобразован в «Орландо Сити». 2 апреля 2011 года Жером участвовал в дебютном матче «Орландо» в новообразованной лиге USL Pro, соперником в котором был «Ричмонд Кикерс». 27 августа 2011 года в полуфинале плей-офф против «Ричмонд Кикерс» забил свой первый гол за «львов». 1 сентября 2011 года подписал с «Орландо Сити» новый многолетний контракт. 3 сентября 2011 года участвовал в финальном матче сезона, в котором «Орландо Сити» обыграл «Харрисберг Сити Айлендерс» в серии пенальти и завоевал чемпионский титул.
28 февраля 2013 года подписал контракт с клубом MLS «Спортинг Канзас-Сити», успешно пройдя просмотр на предсезонном сборе. В главной лиге США дебютировал 2 марта 2013 года в матче первого тура сезона против «Филадельфия Юнион», выйдя на замену в компенсированное время. 31 марта 2014 года «Спортинг КС» отчислил Жерома.
6 июня 2014 года гаитянин заключил контракт с «Монреаль Импакт», но 26 июня 2014 года он был отчислен из канадского клуба.
1 мая 2015 года присоединился к клубу USL «Шарлотт Индепенденс». Дебютировал за «Индепенденс» 16 мая 2015 года в матче против «Харрисберг Сити Айлендерс».
25 сентября 2015 года перешёл в клуб Североамериканской футбольной лиги «Джэксонвилл Армада». Дебютировал за «Армаду» на следующий день в матче против «Тампа-Бэй Раудис». 21 октября 2015 года в матче против «Оттава Фьюри» забил свой первый гол за «Армаду». 10 ноября 2015 года продлил контракт с клубом на сезон 2016. 14 декабря 2016 года «Армада» объявила, что Жером покинет клуб, но 23 января 2017 года он был переподписан на предстоящий сезон. В сезоне 2017 четырежды включался в символическую сборную недели NASL и один раз, в апреле, — в символическую сборную месяца NASL. По итогам сезона 2017 болельщики «Армады» признали Жерома игроком года. 21 марта 2018 года он переподписал контракт с клубом на сезон 2018.
В августе 2018 года находился в израильском клубе «Хапоэль Хадера», 4 августа 2018 года сыграл в матче Кубка Тото 2018/19 против «Маккаби Нетания».
21 января 2019 года подписал контракт с новообразованным клубом Чемпионшипа ЮСЛ «Эль-Пасо Локомотив» на сезон 2019. 9 марта 2019 года участвовал в инаугуральном матче «Эль-Пасо», соперником в котором был «ОКС Энерджи». 21 ноября 2019 года переподписал контракт с «Локомотивом» на сезон 2020. 21 января 2021 года перезаключил контракт с клубом на третий сезон. 3 декабря 2021 года покинул «Эль-Пасо Локомотив» по взаимному согласию сторон.
3 декабря 2021 года подписал контракт с клубом «Инди Илевен». Дебютировал за «Инди Илевен» 12 марта 2022 года в матче стартового тура сезона против «Лаудон Юнайтед». По окончании сезона 2023 покинул «Инди Илевен» в связи с истечением срока контракта.
30 января 2024 года подписал контракт с клубом Лиги один ЮСЛ «Юнион Омаха». За «сов» дебютировал 17 марта 2024 года в матче стартового тура сезона против «Сентрал Валли Фуэго», выйдя на замену во втором тайме.

### Международная карьера
В 2007 году в составе сборной Гаити до 17 лет принимал участие в юношеском турнире КОНКАКАФ и юношеском чемпионате мира.
В составе сборной Гаити до 20 лет принимал участие в футбольном турнире Панамериканских игр 2007. 15 июля 2007 года в матче первого тура группового этапа турнира против сборной Аргентины до 17 лет забил гол.
За сборную Гаити Жером дебютировал 23 апреля 2008 года в товарищеском матче со сборной Гватемалы. Был включён в состав сборной на Золотой кубок КОНКАКАФ 2013. 18 ноября 2014 года в матче за третье место Карибского кубка 2014, в котором Гаити обыграла Кубу со счётом 2:1, забил свой первый гол за сборную. Был включён в состав сборной на Золотой кубок КОНКАКАФ 2015. Принимал участие в юбилейном Кубке Америки 2016. Был включён в состав сборной на Золотой кубок КОНКАКАФ 2019.

## Достижения
Командные
 «Балтимор»
- Чемпион Гаити: увертюр 2007

 «Орландо Сити»
- Чемпион USL Pro: 2011
- Победитель регулярного чемпионата USL Pro: 2012

 «Спортинг Канзас-Сити»
- Чемпион MLS (обладатель Кубка MLS): 2013